# Gérard Douffet

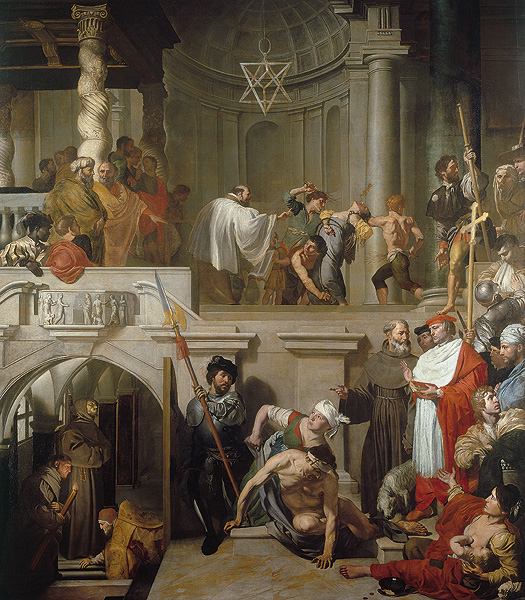
El papa Nicolás V visitando la tumba de san Francisco de Asís, 1627, óleo sobre lienzo, 450 × 400, Múnich, Alte Pinakothek.

Gérard Douffet (Lieja, 1594-1660) fue un pintor barroco flamenco, el iniciador y más destacado maestro de la escuela de Lieja, influido por el primer barroco romano.

## Biografía
Nacido en Lieja el 6 de agosto de 1594, con doce años ingresó en el gremio de los orfebres, al que también pertenecían los pintores. Allí inició su formación con un mal conocido pintor de llamado Johannes Taulier, natural de Bruselas. De 1612 a 1614 habría trabajado en el taller de Rubens en Amberes. En 1614 marchó a Roma donde entró en contacto con las corrientes caravaggistas a través de Valentin de Boulogne, con quien podría haber residido. Tras pasar algún tiempo en Malta y en Nápoles y visitar Venecia, retornó a Lieja en 1624. Este mismo año se fecha su primera obra conocida: La invención de la Santa Cruz de la Alte Pinakothek de Múnich, en la que se manifiesta ya plenamente formado su estilo propio, en el que combina el claroscuro y la expresividad caravaggistas con el rigor compositivo de la escuela boloñesa.
Especializado en el retrato y los grandes cuadros de altar, poco posterior es la que se puede considerar su segunda obra maestra: El papa Nicolás V visitando la tumba de san Francisco de Asís, óleo conservado también en la pinacoteca de Múnich en el que se impone el orden en la composición y el sentido narrativo de las corrientes contrarreformistas introducidas por él en la pintura liejense.
Casado con Catherine d’Orbespine, en mayo de 1629 el matrimonio tuvo un hijo, Jean-Gérard Douffet, que llegaría a ser arquitecto. Poco más se conoce de su biografía, excepto que el 30 de junio de 1648 fue obligado a salir de Lieja, desterrado de la ciudad a la que solo se le permitió volver a finales de 1650 o principios de 1651.